# وليام هنري هارفي
وليام هنري هارفي (1811-1866) (بالإنجليزية: William Henry Harvey)‏ هو عالم نبات إيرلندي.